# Земгальская дивизия
Земгальская дивизия (латыш. Zemgales kājnieku divīzija) являлась боевым соединением Латвийской армии. Она была сформирована в самом начале 1920 г. и являлась четвертой по времени формирования. Штаб дивизии был сформирован на основе штаба Нижнекурземского военного округа, которым командовал полковник Оскар Данкерс. В состав дивизии вошли 10-й Айзпутский, 11-й Добельский и 12-й Баусский пехотные полки, Земгальский артиллерийский и 1-й кавалерийский полки. В конце мая 1920 г. полки дивизии были выведены на советско-латвийскую демаркационную линию, заняв южный участок фронта от Освейского озера до Даугавы. Во время польско-советской войны полки дивизии распространили зону контроля к югу от Даугавы, на территорию к югу от Даугавпилса, на которую претендовала Польша. Во время польско-литовской войны (октябрь 1920 г.) части дивизии (12-й Баусский пехотный полк) заняли часть Иллукстского уезда, оккупированного литовцами. С 1921 г. дивизия дислоцировалась в Даугавпилсе. В 1940 г., когда Латвийская армия была переформирована в 24-й стрелковый корпус РККА, Земгальская дивизия (наряду с Латгальской) послужила основой для формирования 183-й стрелковой дивизии.

## Командующие
- Полковник Оскар Данкерс, c января 1920 по январь 1932 г.
- Генерал Мартиньш Хартманис, с января 1932 по февраль 1933 г.
- Генерал Рудольф Бангерский, с февраля 1933 г. по октябрь 1936 г.
- Генерал Жанис Бах, с октября 1936 г. до 1940 г.